# IC 2822
IC 2822 ist eine Balken-Spiralgalaxie vom Hubble-Typ SBbc im Sternbild Löwe auf der Ekliptik. Sie ist schätzungsweise 139 Millionen Lichtjahre von der Milchstraße entfernt.
Das Objekt wurde am 27. März 1906 vom deutschen Astronomen Max Wolf entdeckt.